# سباستین بورده
سباستین بورده (انگلیسی: Sébastien Bourdais؛ زادهٔ ۲۸ فوریهٔ ۱۹۷۹) راننده خودروی مسابقه‌ای اهل فرانسه است.
او در مسابقات فرمول یک برای تیم اسکودریا تورو روسو در مسابقات فرمول یک فصل ۲۰۰۸ و مسابقات فرمول یک فصل ۲۰۰۹ مسابقه داده‌است.